# نهر تيفيرتسا
نهر تيفيرتسا (بالـروسية:Тверца) هو نهر يقع في تفير أوبلاست، روسيا الإتحادية. ينبع من بحيرة Вышневолоцкое ويمر عبر بلدة تورجوك حتى ألتقائه مع نهر الفولغا في مدينة تفير، يبلغ طول مسار النهر 188 كم ومعدل تدفق سنوي يصل لـ 60 متر/ثانية.